# Ułęż
Ułęż è un comune rurale polacco del distretto di Ryki, nel voivodato di Lublino.
Ricopre una superficie di 83,56 km² e nel 2004 contava 3 646 abitanti.